# Alain Le Foll
Pour les articles homonymes, voir Le Foll.
Alain Le Foll, né le 4 juillet 1934 à Gesnes (Mayenne) et mort le 22 juin 1981 à Châtenay-Malabry (Hauts-de-Seine), est un illustrateur, peintre et lithographe français.

## Biographie
Après des études aux Beaux-Arts de Caen, puis à l'Académie Julian à Paris, il travaille à la fois dans le dessin de presse, la création de publicité, l'illustration de livre pour enfants,, le design et la lithographie.
Α partir de 1962, il collabore avec la manufacture Rosenthal, une entreprise allemande de fabrication de porcelaine, mais aussi avec la Manufacture Zuber située en Alsace, pour de la création de papier peint.
Il est professeur à l'Ensad, École nationale supérieure des arts décoratifs, de 1964 à 1981

## Postérité
En 2021, l'exposition Alain Le Foll, Maître de l'imaginaire se tient à Évian-les-Bains (Haute-Savoie), à l'occasion des 40 ans de sa disparition.
En tant que professeur aux Arts Décoratifs, Alain Le Foll a formé de nombreux illustrateurs dont Jacqueline Delaunay.

## Œuvre

### Illustrations
- William M. Thackeray (texte), Jean Queval (traduction) et Alain Le Foll (illustration), La rose et l'anneau, Club français du livre, 1960
- Claude Roy (texte) et Alain Le Foll (illustration), C’est le Bouquet, Éditions Delpire, 1963
- Maurice Cocagnac (texte) et Alain Le Foll (illustration), Jésus au bord du lac, Éditions du Cerf, coll. « Les albums de l'Arc-en-ciel » (no 6), 1963
- Maurice Cocagnac (texte) et Alain Le Foll (illustration), Noé, Éditions du Cerf, coll. « Les albums de l'Arc-en-ciel » (no 9), 1964
- Maurice Cocagnac (texte) et Alain Le Foll (illustration), Guéri dans le Jourdain : le prophète et le soldat, Éditions du Cerf, coll. « Les albums de l'Arc-en-ciel » (no 16), 1965
- Maurice Cocagnac (texte) et Alain Le Foll (illustration), Jésus nous donne le pain, Éditions du Cerf, coll. « Les albums de l'Arc-en-ciel » (no 19), 1er janvier 1966
- Maurice Cocagnac (texte) et Alain Le Foll (illustration), Moïse, Éditions du Cerf, coll. « Les albums de l'Arc-en-ciel » (no 23), 1967
- Maurice Cocagnac (texte) et Alain Le Foll (illustration), Les trois arbres du samouraï, Éditions du Cerf, coll. « Les Contes du hibou, histoires de là-bas », 1969
- Bernard Noël (adaptation) et Alain Le Foll (illustration), Sindbad le marin, Delpire, coll. « Actibom », 1969
- Nathalie Le Foll (recettes) et Alain Le Foll (illustration), French favourites, San Francisco, Determined Productions, 1969
- June Dutton (recettes) et Alain Le Foll (illustration), Mangiare alla Italiana : Eating Italian style, San Francisco, Determined Productions, 1971, 66 p.
- Monica Bayley (recettes) et Alain Le Foll (illustration), Black Africa cook book, San Francisco, Determined Productions, 1977, 144 p.

### Publicités
- Tricots Rodier Tricots de rêve, 1959[9]
- Obao, le bain mousse à la japonaise, 1963-1964
- Evian, l'eau vraie, 1964
- Mexaforme, laboratoire Ciba-Geigy, Agence Delpire, 1965
- Les grandes heures de la 2 CV, Agence Delpire, 1966
- Cutex, « Vernissimo, le vernis qui parfume les ongles », 1970[2]
- Shell, Affiche, Agence Dupuy-Compton, 1971
- Lactel allégé, 1972
- Crédit agricole ,« Installez-vous confortablement », 1978[9]

### Porcelaine

#### Atelier Primavera
Dans les années 1950-1960, Alain le Foll rejoint l'équipe de la décoratrice Colette Gueden, directrice de Primavera, l'atelier d'art des magasins du Printemps. Colette Gueden est la tante de Nathalie Le Foll-Gueden, auteure culinaire et première épouse d'Alain Le Foll.

### Presse

#### Record
À partir de 1974, Alain Le Foll participe à l'aventure du nouveau journal Record qui s'adresse aux adolescents. Etienne Delessert en est le nouveau directeur artistique. Il réalise notamment certains des posters centraux : poster Record no 1 : Hymne solaire d'Aménophis IV, poster Record no 20 : Le Mandrille, poster Record no 48 : Le Temps.

### Thématiques
Alain le Foll dit de ses thématiques : « Chez moi tout est basé sur la nature. Sur les règnes : le minéral, le végétal et l'animal. Je suis très troublé par les relations, les analogies qui existent entre ces trois règnes. Que l'articulation osseuse d'un bras ressemble à l'articulation entre deux branches me trouble. C'est fabuleux la relation entre un fenouil et des os humains... »